# Mas de l'Heura
El Mas de l'Heura és una masia de Reus (Baix Camp) situada a la partida del Roquís. Li dona el nom la planta enfiladissa que cobreix un gran rafal que té a la vora. El mas és gran i ha estat modernitzat últimament, però té poca terra. Toca la part nord del camí del Mas de l'Heura, per sota del camí del Roquís.

## Descripció
El mas és una construcció de planta rectangular i volum senzill, amb tres plantes d'alçada a la façana posterior i dues plantes a la façana frontal, que acaba amb terrat, accessible des de la tercera planta, que està coberta amb una teulada d'una vessant. Les façanes s'ordenen a partir d'eixos de simetria verticals. El conjunt presenta un aspecte compacte. Té una bassa circular, un caminal d'accés ben conservat i una bassa circular. S'han fet ampliacions a la construcció principal i s'han edificat altres construccions.